# El Argos de Buenos Aires

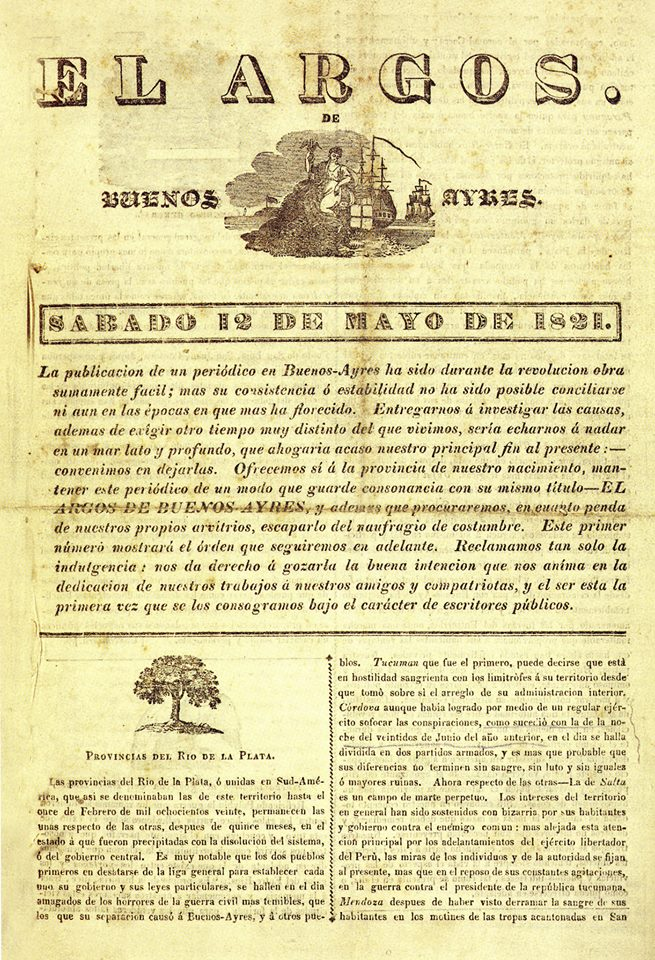
Portada del Argos del día de su inicio, el sábado 12 de mayo de 1821.

El Argos de Buenos Aires, fue un periódico de Buenos Aires fundado por el inmigrante inglés Santiago Spencer Wilde el 12 de mayo de 1821.

## Historia
Apareció el sábado 12 de mayo de 1821 con el nombre de "El Argos", que luego cambiaría en 1822 por el de "El Argos de Buenos Aires". Se publicaron en total 523 números, 17 extraordinarios y 3 suplementos, el último número fue del 3 de diciembre de 1825.
Difundía información de orden general, objetivamente, sin tomar partido. Sus directores fueron Santiago Wilde e Ignacio Núñez, además de Manuel Moreno y Esteban de Luca.
Fue redactado por Santiago Wilde hasta 1822, por Santiago Núñez en 1823 y por la Sociedad Literaria hasta 1825, el Deán Gregorio Funes, miembro de la Sociedad
Literaria fue redactor en 1824.
Pie de imprenta: de la Independencia, Niños Expósitos y del Estado.

## Transcripción de un fragmento de la presentación
En su primer número decía que

La publicación de un periódico en Buenos Aires ha sido durante la revolución obra sumamente fácil; mas su consistencia o estabilidad no ha sido posible conciliarse ni aun en las épocas en que más ha florecido. Entregarnos a investigar las causas, además de exigir otro tiempo muy distinto del que vivimos, seria echarnos a nadar en un mar lato y profundo, que ahogaría nuestro principal fin al presente:- convenimos en dejarlas. Ofrecemos si a la provincia de nuestro nacimiento, mantener este periódico de un modo que guarde consonancia con su mismo título, EL ARGOS DE BUENOS AIRES, y además que procuraremos en cuanto penda de nuestros propios arbitrios, escaparlo del naufragio de costumbre. Este primer número mostrará el orden que seguimos en adelante. Reclamamos tan sólo la indulgencia: nos da derechos a gozarla la buena intención que nos anima en la dedicación de nuestros trabajos a nuestros amigos y compatriotas, y el ser esta la primera vez que se los consagramos bajo el carácter de escritores públicos...(seguía).